# Węgierscy posłowie do Parlamentu Europejskiego 2014–2019
Węgierscy posłowie VIII kadencji do Parlamentu Europejskiego zostali wybrani w wyborach przeprowadzonych 25 maja 2014.

## Lista posłów
Wybrani z listy Fidesz-KDNP
- Andrea Bocskor
- Andor Deli
- Tamás Deutsch
- Norbert Erdős
- Kinga Gál
- András Gyürk
- György Hölvényi
- Lívia Járóka, poseł do PE od 15 września 2017
- Ádám Kósa
- György Schöpflin
- József Szájer
- László Tőkés

Wybrani z listy Ruchu na rzecz Lepszych Węgier
- Zoltán Balczó
- Béla Kovács
- Krisztina Morvai

Wybrani z listy Węgierskiej Partii Socjalistycznej
- Tibor Szanyi
- István Ujhelyi

Wybrani z listy Koalicji Demokratycznej
- Csaba Molnár
- Péter Niedermüller[1]

Wybrany z listy Együtt-PM
- Benedek Jávor[2]

Wybrany z listy partii Polityka Może Być Inna
- Tamás Meszerics

Byli posłowie VIII kadencji do PE
- Ildikó Pelczné Gáll (z listy Fidesz-KDNP), do 31 sierpnia 2017